# Subprefectura de Jabaquara
La subprefectura de Jabaquara es una de las 32 subprefecturas de la ciudad de São Paulo, siendo regida por la Ley Nº 13,999 del 1 de agosto de 2002.
Está conformada por un único distrito: Jabaquara que tiene un área de 14.1 kilómetros cuadrados y una población de 223 780 habitantes.

## Distritos limítrofes
- Saúde (norte).
- Cursino (este).
- Cidade Ademar (suroeste).
- Campo Belo (noroeste).